# 仁多洗忠
仁多洗忠（11世纪？—1099年），西夏官员，夏崇宗时军事首领，党项族，监军仁多保忠之弟。
永安二年（1099年）八月，宋朝熙河军攻打西夏境内，他率军挺身出战，阵亡，夏军出援，将他的尸体夺回。他的儿子年幼未授予官职。贞观元年（1101年）十一月，应其弟仁多保忠之请，夏崇宗命先以廪禄赐其家来抚恤。